# Taira (cràter)
Taira és un cràter d'impacte en el planeta Venus de 19,6 km de diàmetre. Porta el nom d'un antropònim osseta, i el seu nom va ser aprovat per la Unió Astronòmica Internacional el 1994.